# Tegelsmora kyrka
Tegelsmora kyrka är en kyrkobyggnad som tillhör Vendel-Tegelsmora församling i Uppsala stift, Tierps kommun.
Kyrkan ligger invid länsväg C 717 i Tegelsmora, cirka fyra kilometer norr om Örbyhus.

## Kyrkobyggnaden
Kyrkobyggnaden är en tornlös gråstenskyrka med gavelrösten och portaler i tegel. Kyrkan tillkom under senare delen av 1400-talet då valv, vapenhus och sakristia uppfördes i ett sammanhang. Mitt på långhustaket fanns en sexkantig takryttare av trä som revs 1859. Spår av denna syns fortfarande på vinden bland takstolarna. Kyrkorummet har kalkmålningar av Erik Östensson. Dessa är utförda år 1504 och är bevarade endast i vapenhuset.
Öster om kyrkan står en klockstapel som är uppförd 1727.

## Inventarier
Altaruppsatsen och predikstolen utfördes 1765. Ett altarskåp från 1490-talet finns, liksom en gotländsk dopfunt från 1200-talets mitt.
Mässhake från 1738.

### Orgel
- 1845 bygger Pehr Gullbergson, Lillkyrka en orgel med 7 stämmor. Den blev bekostad av kryddkramhandlare Gabriel Wilhelm Gillberg, Uppsala, född i Tegelsmora, och invigd 10 augusti 1845.[1]
- 1908 bygger Johannes Magnusson, Göteborg en orgel med 13 stämmor, två manualer och pedal.
- Den nuvarande orgeln är byggd 1968 av A Magnussons Orgelbyggeri AB, Mölnlycke och är en mekanisk orgel med slejflådor. Den har ett tonomfång på 56/30.

| Huvudverk I     | Bröstverk II      | Pedal      | Koppel |
| Rörflöjt 8´     | Gedackt 8´        | Subbas 16´ | I/P    |
| Principal 4´    | Rörflöjt 4´       | Gedackt 8´ | II/P   |
| Waldflöjt 2´    | Principal 2'      | Flöjt 4´   | II/I   |
| Sesquialtera II | Kvinta 1 1/3'     | Mixtur III |        |
| Mixtur IV       | Regal 8'          | Fagott 16' |        |
| Dulcian 8'      | Crescendosvällare |            |        |

## Bildgalleri

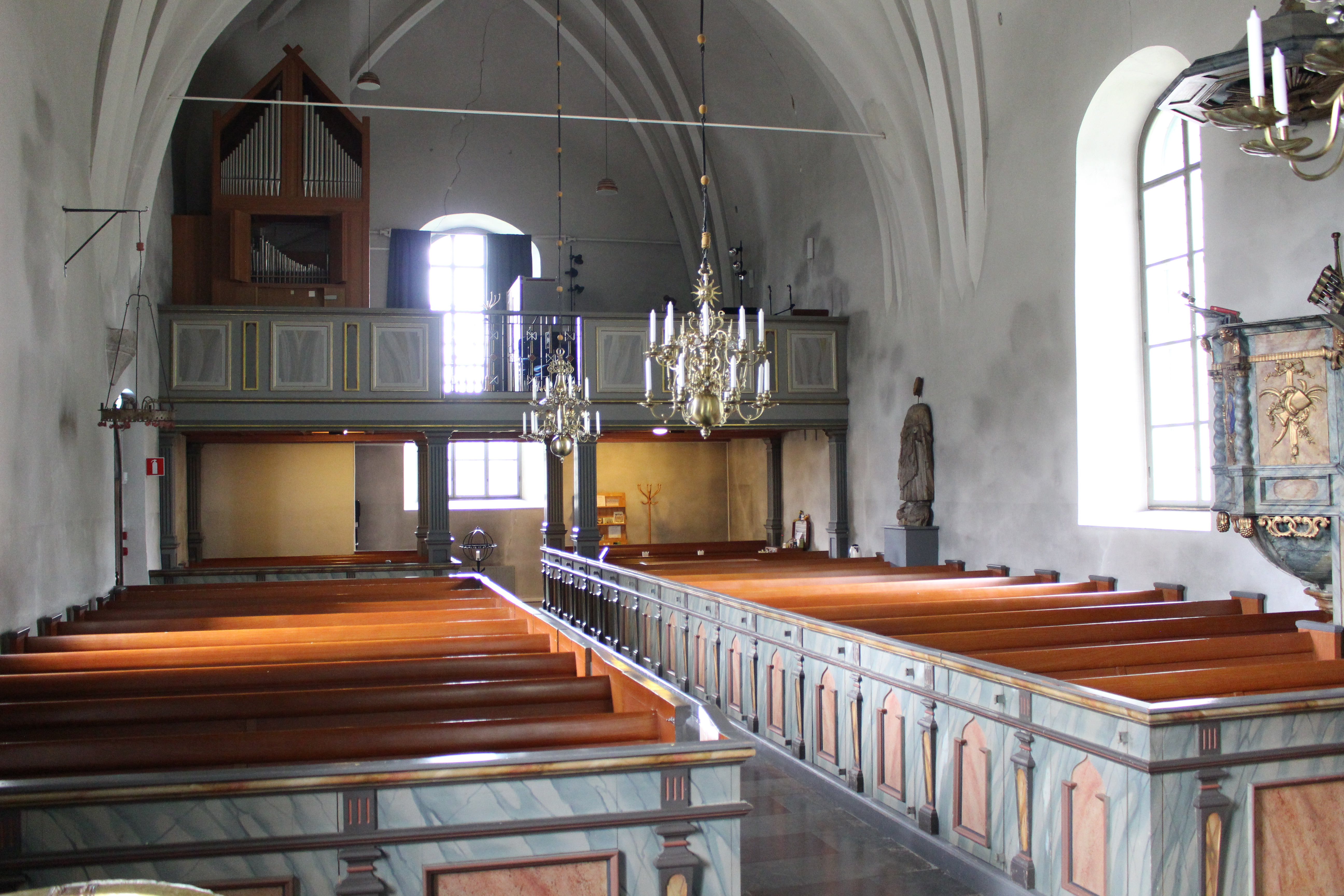
Kyrkorum mot orgelläktaren
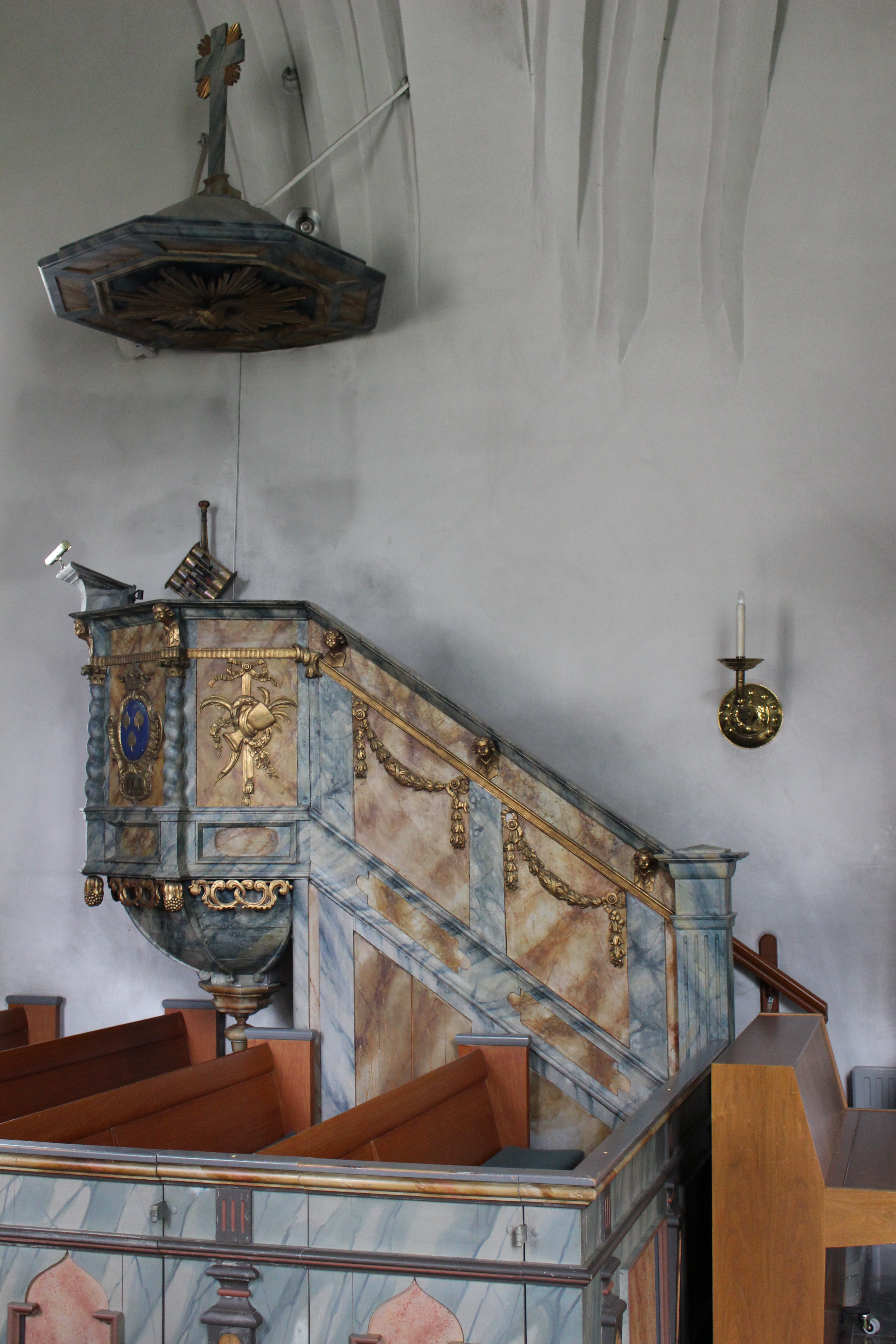
Predikstol
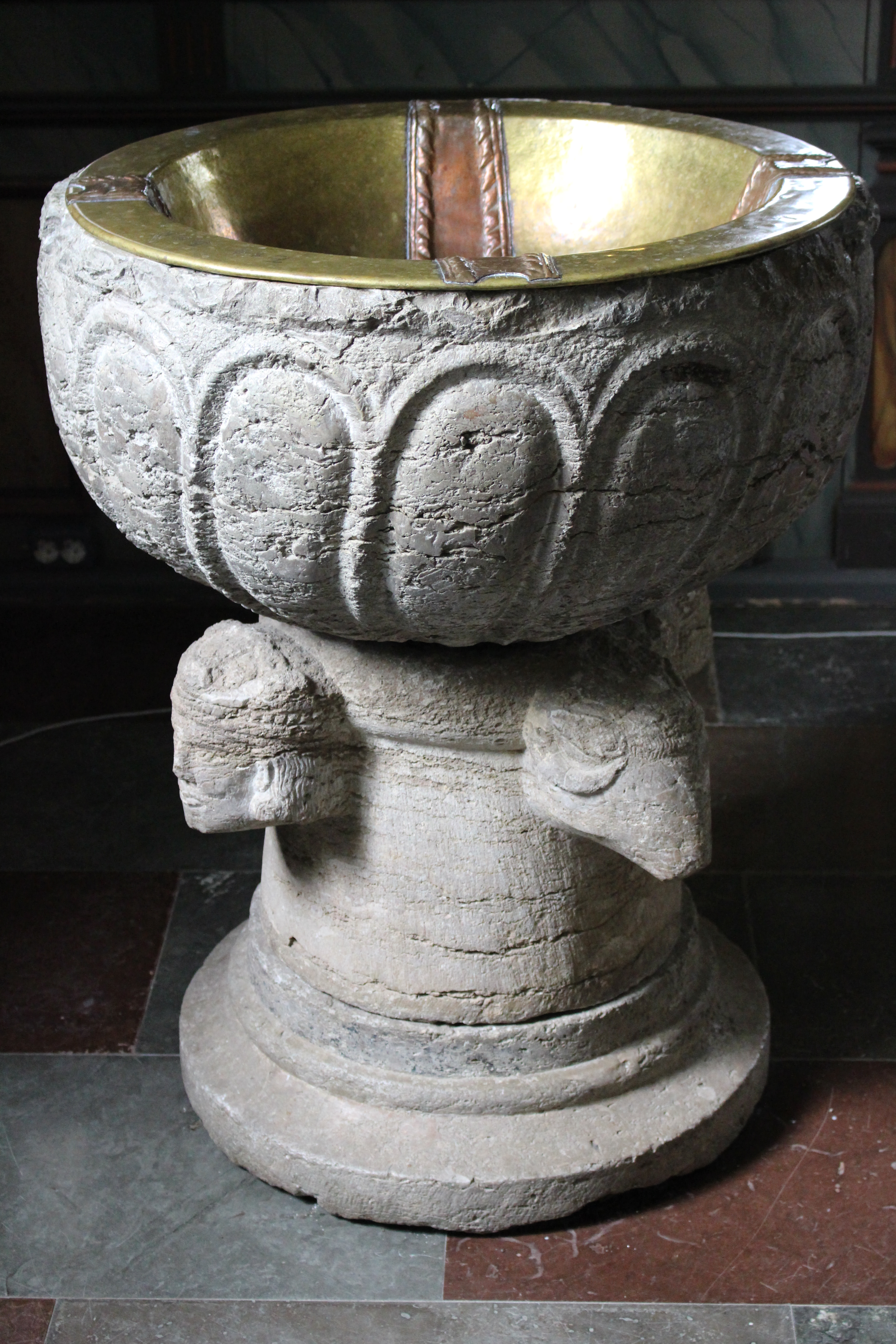
Dopfunt
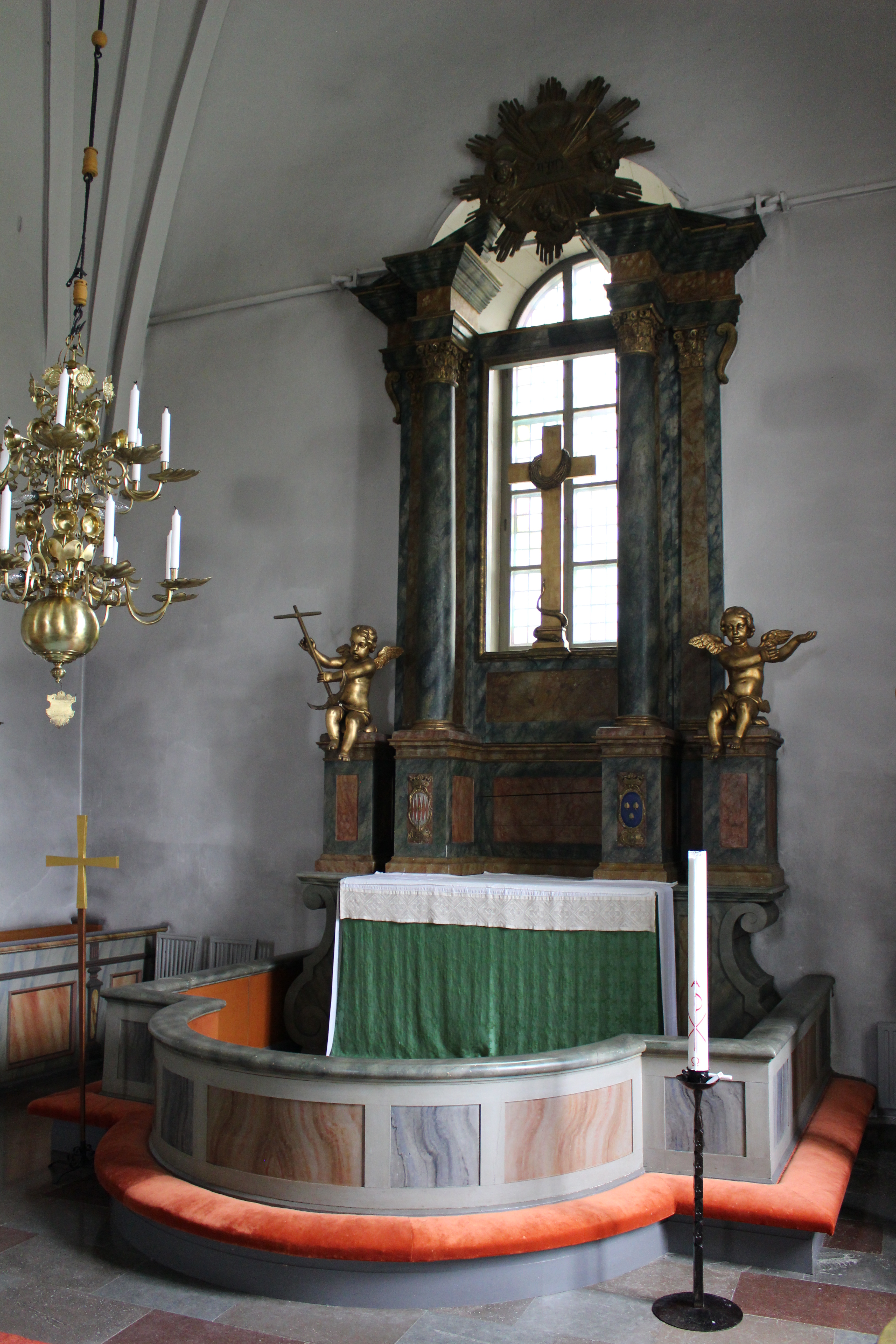
Altareuppsats
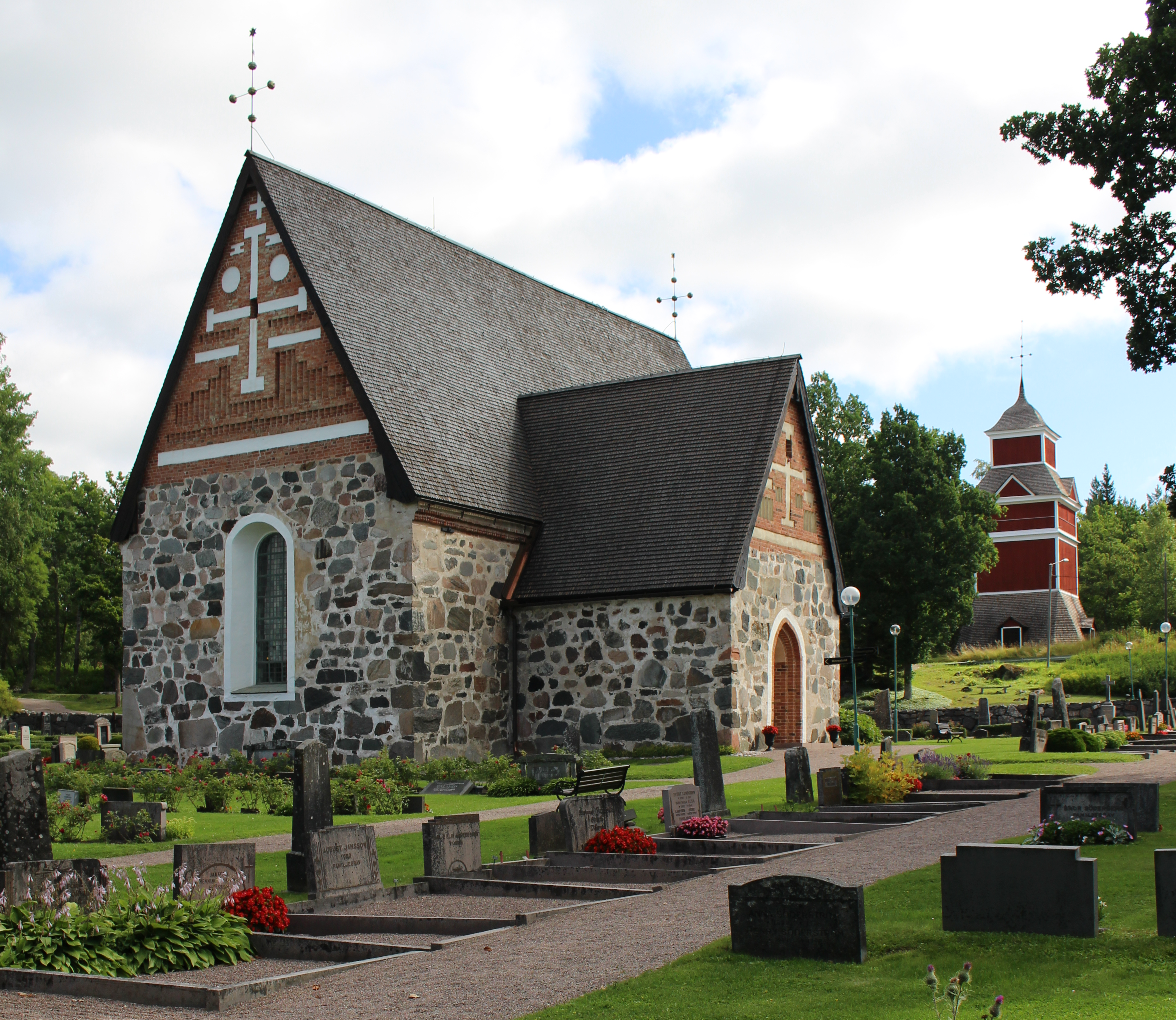
Kyrkan med klockstapel från sydväst
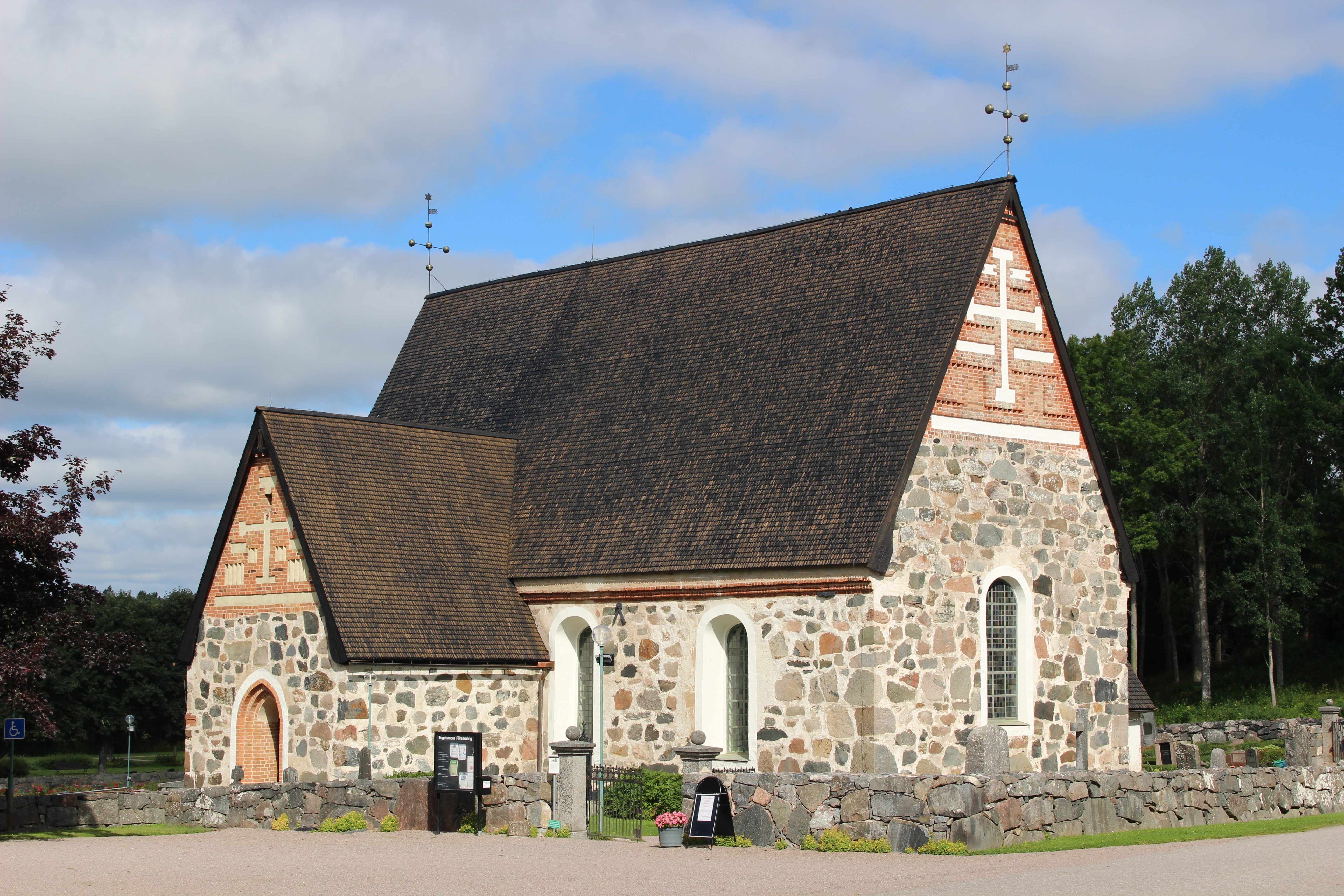
Kyrkan från sydost
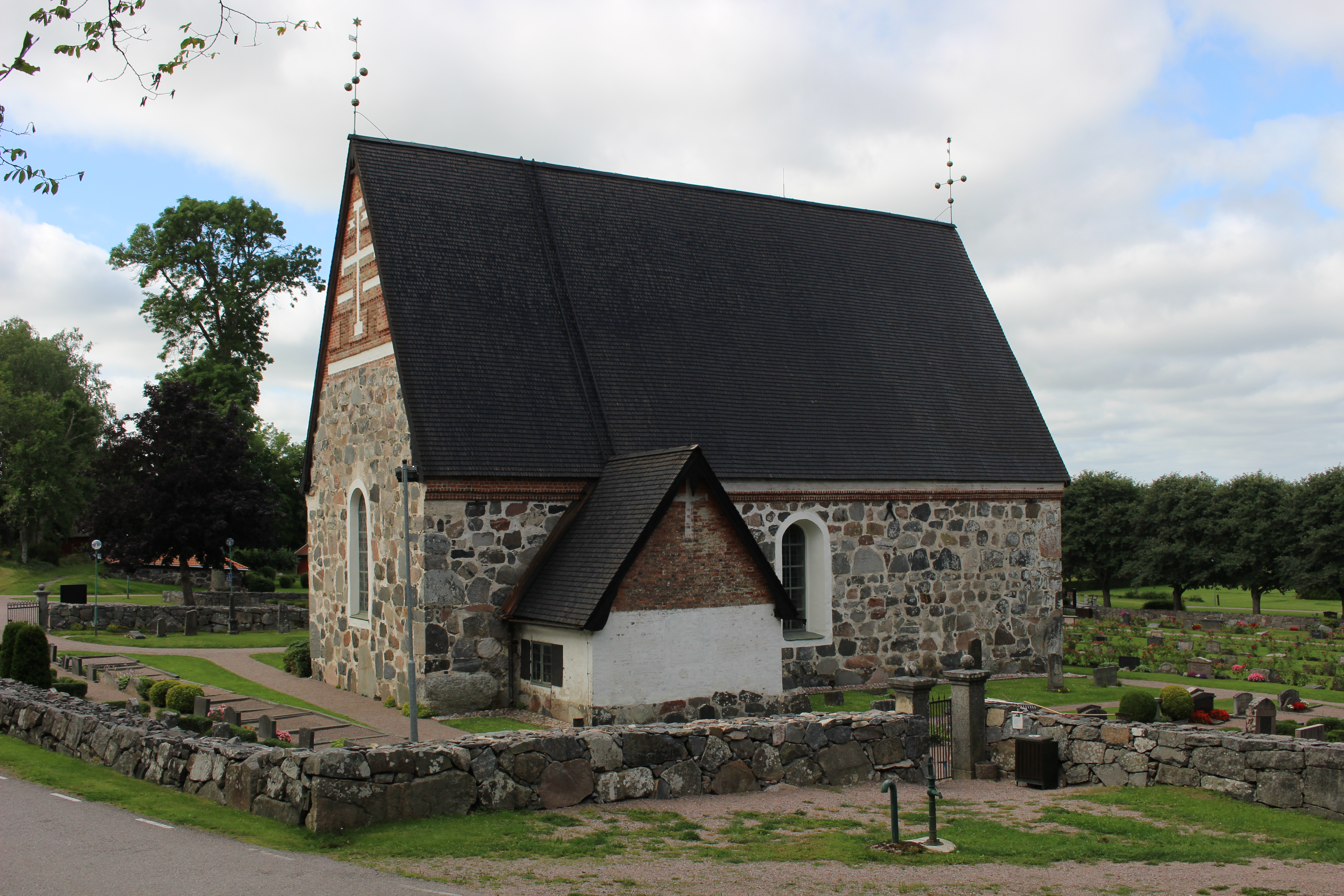
Kyrkan från nordost
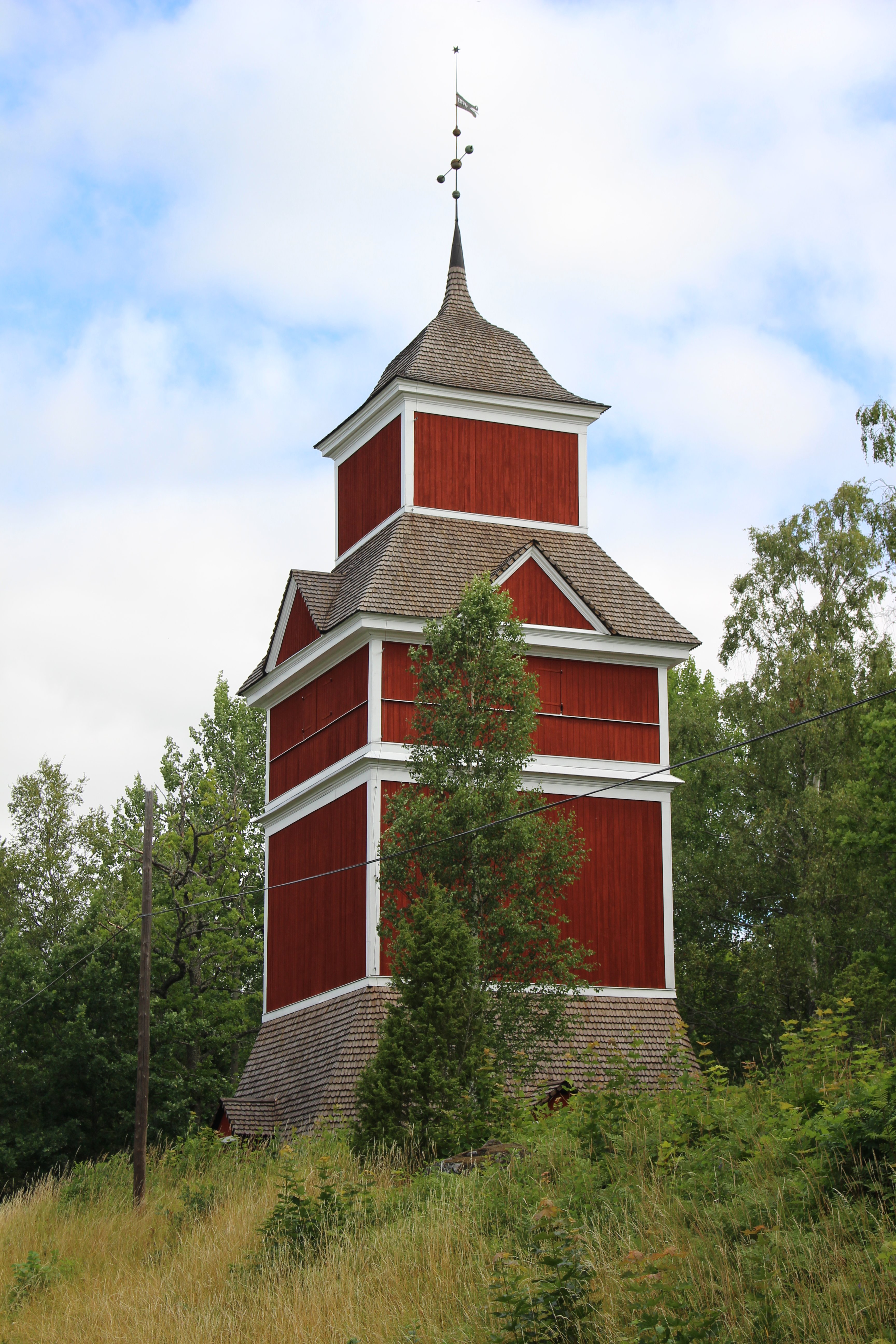
Klockstapel